# Vinidarius
Vinidarius war der Verfasser einer kleinen Sammlung von Kochrezepten, die unter dem Titel Apici Excerpta („Auszüge aus Apicius“) bzw. genauer Apicii decem libri qui dicuntur De re coquinaria et Excerpta a Vinidario conscripta bekannt ist. Der Titel nimmt Bezug auf das berühmte, einem römischen Feinschmecker namens Apicius zugeschriebene älteste römische Kochbuch, De re coquinaria („Über die Kochkunst“). Es handelt sich aber um keine Epitome dieses Werkes und die Überschneidungen bei den Rezepten sind gering.
Über den Autor, der im 5. Jahrhundert schrieb, ist weiter nichts bekannt. Möglicherweise war er Gote.
Der Text ist überliefert in einer als Codex Salmasianus bezeichneten Pariser Handschrift des 8. Jahrhunderts und wird meist als Anhang in den Ausgaben von De re coquinaria veröffentlicht.

## Textausgaben
- Christopher Grocock, Sally Grainger (Hrsg.): Apicius: A critical edition with an introduction and English translation. Prospect Books, Blackawton 2006, ISBN 1-903018-13-7, S. 309–325.
- Robert Maier (Hrsg.): Apicius: De re coquinaria / Über die Kochkunst. Lateinisch-deutsch. Reclam, Stuttgart 1991, 2018, ISBN 978-3-15-019551-2